# Alain Masudi
Alain Ekakanga Masudi (ur. 12 lutego 1978 w Kinszasie) – piłkarz kongijski grający na pozycji pomocnika.

## Kariera klubowa
Karierę piłkarską Masudi rozpoczął we Francji, w klubie SC Bastia. W sezonie 1997/1998 grał w czwartoligowych rezerwach klubu, a 8 listopada 1997 zaliczył swoje jedyne spotkanie w pierwszym zespole, wygrane 2:0 z RC Strasbourg. W 1998 roku przeszedł do drugoligowego Nîmes Olympique i grał w nim do końca 1999 roku. Na początku 2000 roku został zawodnikiem AS Saint-Étienne i zadebiutował w nim 26 stycznia 2000 w spotkaniu z AJ Auxerre (0:0). W Saint-Étienne grał do końca roku.
W 2001 roku Masudi przeszedł do szwajcarskiego Lausanne Sports. W szwajcarskiej lidze zadebiutował 10 marca 2001 w meczu z FC Sion (2:1). Zawodnikiem Lausanne był do połowy roku 2001.
Następnie latem tamtego roku Masudi trafił do austriackiego Sturmu Graz. W Bundeslidze po raz pierwszy wystąpił 19 sierpnia 2001 w derbach Grazu, wygranych przez Sturm 2:0. W 2002 roku wywalczył ze Sturmem wicemistrzostwo Austrii i zagrał w przegranym 2:3 finale Pucharu Austrii z Grazerem AK. W sezonie 2003/2004 Kongijczyk grał w libijskim Al-Ittihad Trypolis, z którym został mistrzem Libii.
Latem 2004 roku Masudi przeszedł do izraelskiego Bene Sachnin. Po roku gry w tym klubie odszedł do Maccabi Netanja. Z kolei w sezonie 2006/2007 występował w Maccabi Hajfa. Jesień 2007 spędził w FC Aszdod, a wiosnę 2008 w Maccabi Tel Awiw. Natomiast w sezonie 2007/2008 był piłkarzem Maccabi Herclijja. W 2009 roku wyjechał do Chin i został piłkarzem tamtejszego Dalian Shide.
| Sezon   | Klub                | Kraj       | Rozgrywki    | Mecze | Bramki |
| ------- | ------------------- | ---------- | ------------ | ----- | ------ |
| 1997/98 | SC Bastia           | Francja    | Ligue 1      | 1     | 0      |
| 1997/98 | Nîmes Olympique     | Francja    | Ligue 2      | 7     | 0      |
| 1998/99 | Nîmes Olympique     | Francja    | Ligue 2      | 21    | 2      |
| 1999/00 | Nîmes Olympique     | Francja    | Ligue 2      | 11    | 1      |
| 1999/00 | AS Saint-Étienne    | Francja    | Ligue 1      | 4     | 1      |
| 2000/01 | AS Saint-Étienne    | Francja    | Ligue 1      | 4     | 0      |
| 2000/01 | Lausanne Sports     | Szwajcaria | Super League | 11    | 1      |
| 2001/02 | Lausanne Sports     | Szwajcaria | Super League | 3     | 0      |
| 2001/02 | Sturm Graz          | Austria    | Bundesliga   | 20    | 4      |
| 2002/03 | Sturm Graz          | Austria    | Bundesliga   | 26    | 6      |
| 2003/04 | Sturm Graz          | Austria    | Bundesliga   | 2     | 0      |
| 2003/04 | Al-Ittihad Trypolis | Libia      | I. liga      | 24    | 8      |
| 2004/05 | Bene Sachnin        | Izrael     | Ligat ha’Al  | 26    | 4      |
| 2005/06 | Maccabi Netanja     | Izrael     | Ligat ha’Al  | 30    | 9      |
| 2006/07 | Maccabi Hajfa       | Izrael     | Ligat ha’Al  | 26    | 5      |
| 2007/08 | FC Aszdod           | Izrael     | Ligat ha’Al  | 14    | 1      |
| 2007/08 | Maccabi Tel Awiw    | Izrael     | Ligat ha’Al  | 14    | 6      |
| 2008/09 | Maccabi Herclijja   | Izrael     | Liga Leumit  | 30    | 8      |
| 2009    | Dalian Shide        | Chiny      | Super League | 11    | 1      |
| 2010    | Dalian Shide        | Chiny      | Super League |       |        |

## Kariera reprezentacyjna
W reprezentacji Demokratycznej Republiki Konga Masudi zadebiutował w 2001 roku. W tym samym roku został powołany do kadry na Puchar Narodów Afryki. Na tym turnieju był podstawowym zawodnikiem i rozegrał 3 spotkania: z Gwineą (1:2 i gol w 35. minucie), z Tunezją (0:3) i z Rwandą (0:1).